# Denkendorf
Denkendorf é um município da Alemanha, no distrito de Eichstätt, na região administrativa de Oberbayern, estado de Baviera.